# Lucienne Simier
Lucienne Émilie Simier, née le 7 juin 1897 à Saint-Germain-sur-Moine et décédée le 10 mai 1987 à Angers, est une enseignante et résistante française.

## Biographie
Lucienne Simier est une enseignante au lycée Joachim-du-Bellay, situé à Angers, qui est à l'époque un lycée pour jeunes filles.
Durant la Seconde Guerre mondiale, Lucienne est arrêtée par la Gestapo le 12 mars 1943. Du 5 février au 13 mars, cinq autres enseignantes subissent le même sort. La Gestapo accuse ces six professeurs de diffuser des idées anti-allemandes auprès de leurs élèves. Mais la vérité est que, depuis le tout début de l'occupation, ces femmes se sont toujours opposées à la dictature nazie ainsi qu'à la collaboration.
Lucienne Simier est déportée vers le Reich allemand dans le convoi I.95 parti de Compiègne le 28 avril 1943. Elle passe la plus grande partie de sa déportation dans le camp de concentration de Ravensbrück (du 1er mai 1943 au 14 février 1945). C'est de ce camp qu'elle gardera les souvenirs les plus douloureux. Sa libération advint lors d'un échange de prisonniers avec les Alliés.
Une fois à nouveau auprès des siens, cette courageuse femme s'empresse d'écrire le récit des horreurs qu'elle avait dû vivre. Ainsi, c'est un court récit d'une soixantaine de pages qu'elle acheve le 20 mai 1945 intitulé Deux ans au bagne de Ravensbrück (Éditions Héraut).
Lucienne Simier a été déportée en compagnie de Marie Talet, Marthe Mourbel, Anne-Marie Baudin, Marie-Madeleine James et Jeanne Letourneau.

## Publication
- Lucienne Simier, "2 ans au bagne de Ravensbrück", Collection L'echo de leurs voix, Éditions Hérault, Maulévrier : 1992